# Tvånget
Tvånget este o arie protejată (arie specială de conservare — SAC, sit de importanță comunitară — SCI) din Suedia întinsă pe o suprafață de 56,2 ha, integral pe uscat.

## Localizare
Centrul sitului Tvånget este situat la coordonatele 58°01′55″N 15°54′30″E / 58.0319°N 15.9082°E.

## Înființare
Situl Tvånget a fost declarat sit de importanță comunitară în decembrie 1998 pentru a proteja un număr necunoscut de specii din flora spontană și fauna sălbatică aflate în arealul zonei. Situl a fost protejat și ca arie specială de conservare în martie 2011.

## Biodiversitate
Situată în ecoregiunea boreală, aria protejată conține 2 habitate naturale: Păduri caducifoliate bătrâne naturale hemiboreale fino-scandinave (Quercus, Tilia, Acer, Fraxinus sau Ulmus) bogate în specii epifite, Taiga vestică.
La baza desemnării sitului se află un număr nedeclarat de specii protejate.